# Фејетвил (Њујорк)
Фејетвил (енгл. Fayetteville) град је у америчкој савезној држави Њујорк.

## Демографија
По попису из 2010. године број становника је 4.373, што је 183 (4,4%) становника више него 2000. године.
| Група             | 2000.         | 2010.         |
| Белци             | 3.985 (95,1%) | 4.041 (92,4%) |
| Афроамериканци    | 26 (0,6%)     | 63 (1,4%)     |
| Азијати           | 101 (2,4%)    | 132 (3,0%)    |
| Хиспаноамериканци | 48 (1,1%)     | 91 (2,1%)     |
| Укупно            | 4.190         | 4.373         |